# Arcade (Geórgia)
Arcade é uma cidade localizada no estado americano de Geórgia, no Condado de Jackson.

## Demografia
Segundo o censo americano de 2000, a sua população era de 1643 habitantes.
Em 2006, foi estimada uma população de 1902, um aumento de 259 (15.8%).

## Geografia
De acordo com o United States Census Bureau tem uma área de 
16,8 km², dos quais 16,7 km² cobertos por terra e 0,1 km² cobertos por água.

## Localidades na vizinhança
O diagrama seguinte representa as localidades num raio de 20 km ao redor de Arcade. 